# Parco nazionale delle Badlands
Il parco nazionale delle Badlands (in inglese: Badlands National Park, letteralmente "parco nazionale delle terre cattive" o "dei calanchi") è un parco nazionale statunitense situato nello Stato del Dakota del Sud. Copre una superficie di 982,40 km².
L'area protetta è nota per le imponenti formazioni calanchive, chiamate mako sica ("terre cattive") dai nativi.